# 山名新九郎・小太郎の乱
山名新九郎・小太郎の乱（やまなしんくろう・こたろうのらん）は、延徳元年（1489年）頃に山名新九郎、小太郎が伯耆守護山名尚之に対して起こした反乱である。
長享元年（1487年）頃より伯耆の周辺地域は赤松氏による工作で再び不穏な状況下へと置かれていた。因幡では赤松政則の重臣浦上則宗により新守護山名政実が擁立され、再び国人の毛利次郎らが反乱を起こしていた。当時の伯耆守護は山名尚之が継承していたが、赤松氏は尚之の従弟でかつて支援していた山名元之の息子新九郎らを支援、伯耆へと進出させた。
文明11年（1479年）、秋の争いと同様に新九郎らは守護と対立する南条氏の協力を得て尚之率いる軍勢と戦った。『蔭涼軒日録』によれば延徳元年（1489年）正月、新九郎は伯耆にて自刃、南条氏ら多数が討死する事態におちいった。この一報を聞いた新九郎の叔父小太郎は同国由良庄より没落、新九郎らは元之の系統への守護職回復という目的を果せないまま、この戦いは守護側の勝利で終わった。
守護職を巡る文明年間からの争いは一応豊之系の勝利で終わったが、尚之の後の守護職は尼子氏の支援を受けた従弟の澄之（叔父の山名之弘の子）の系統へと移った。加えて、一連の争乱は山名氏の勢力を確実に衰退させることにつながり、以後の伯耆は他国からの侵攻を招くようになった。